# Maytenus jefeana
Maytenus jefeana är en benvedsväxtart som beskrevs av C.L. Lundell. Maytenus jefeana ingår i släktet Maytenus och familjen Celastraceae. Inga underarter finns listade.